# Falsos positivos en Colombia
Falsos Positivos es el nombre con el que la prensa de Colombia denominó al involucramiento principalmente de miembros del Ejército Nacional de Colombia en el asesinato de civiles no beligerantes haciéndolos pasar como bajas en combate en el marco del Conflicto armado interno de Colombia principalmente entre 2006 y 2008, durante el gobierno de Álvaro Uribe Vélez. Este involucramiento se le conoce como ejecución extrajudicial según el derecho internacional humanitario.
Estos asesinatos tenían como objetivo aparentar resultados operacionales muy exitosos contra el narcotráfico y las guerrillas con el fin de obtener descansos, condecoraciones, retribuciones económicas u otros reconocimientos. Aunque los entes de investigación en Colombia registran casos que datan desde 1988, el auge del fenómeno se dio entre 2006 y 2008 de la mano de un programa de incentivos a los integrantes del Ejército Nacional que demostraran resultados contra la guerrilla, detallado en el Decreto 029 de 2005 del Ministerio de Defensa. A su vez, coincidió con presiones altas y constantes sobre las unidades del Ejército Nacional para que reportaran éxitos militares en el marco de la política de Seguridad Democrática del gobierno de Álvaro Uribe Vélez. A estos casos se les conoce en el Derecho Internacional Humanitario como ejecuciones extrajudiciales y en el Derecho Penal Colombiano como homicidios en persona protegida.
El fenómeno se encuentra actualmente listado como el macro caso de investigación 003 de la Jurisdicción Especial para la Paz (JEP), sistema de justicia transicional vigente en Colombia luego de la firma de los Acuerdos de paz entre el gobierno y las FARC-EP en 2016.
Múltiples estudios académicos han estudiado las razones y los incentivos que provocaron estos eventos, así como los métodos para prevenirlos y detenerlos.
En 2023 el Estado colombiano pidió perdón a las víctimas denominadas falsos positivos en un acto conmemorativo con los familiares de estos, donde el presidente Gustavo Petro calificó como «genocidio» los asesinatos perpetrados por el Estado.
En  2021, la JEP presentó una cifra impactante: 6.402 posibles víctimas de falsos positivos entre 2002 y 2008. Este número fue asumido por medios, redes sociales y líderes políticos como una verdad judicial incuestionable.
En noviembre del 2024 la JEP reveló el nombre de 1.934 víctimas y las leyó una a una en una audiencia pública.

## Número de víctimas
Las cifras de víctimas del fenómeno varían ampliamente según la fuente y metodología usada por los investigadores. Las cifras  presentadas a la JEP incluyen las del Centro de Investigación y Educación Popular (Cinep) que registra 1741 víctimas de 1984 a 2011 y la agrupación de organizaciones sociales Coordinación Colombia-Europa-Estados Unidos, que cita 1257 víctimas de 2002 a 2014. La base de datos más exhaustiva de víctimas la recopila la Fiscalía General de la Nación, que presentó a la JEP un listado de 2248 víctimas entre 1988 y 2014, definiendo el delito como «muertes ilegítimamente presentadas como bajas en combate por agentes del Estado».  En un informe de febrero de 2021, la JEP estableció que la cifra total de víctimas fue de 6 402; sin embargo, esta no necesariamente es una cifra definitiva y aún hay un largo camino para la identificación total de las personas asesinadas, así como la reparación a sus familiares.

## Contexto e historia
"Positivos" es una figura retórica que se usa en el mundo militar cuando se tiene éxito en una misión, "Falso positivo" cuando se presenta como "positiva" cuando en realidad una baja no es en combate, sino contra civiles inocentes. Partiendo de este lenguaje militar, los medios de comunicación acuñaron el término "falsos positivos" para mencionar que los asesinados no eran guerrilleros, sino simples campesinos, estudiantes o desempleados.

### Periodo 1978-2002

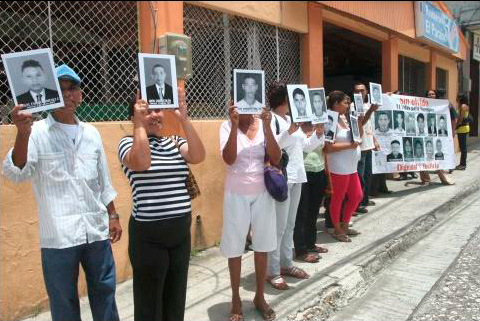
Familiares de los jóvenes con pancartas antes del juicio de militares por el asesinato de 11 jóvenes de Toluviejo, Sucre.

La Comisión Interamericana de Derechos Humanos rastreó casos de ejecuciones extrajudiciales desde 1978, conociendo denuncias y especulaciones sobre estos hechos. En el informe sobre Colombia, publicado en 1981, se narran hechos increíbles. Por ejemplo, el de Fabio Vásquez Villalba, quien fue llevado al Batallón Voltígero, donde fue incomunicado, torturado y asesinado. El caso de Luis Fernando Lalinde Lalinde, desaparecido en 1984. También el caso de Luis Arcesio Ramírez, detenido, torturado y asesinado. O uno de los hechos más dramáticos de esos años, el caso Contador, en 1978.
En el informe de 1993, donde se narra el periodo que va desde 1981 hasta 1992, se ven por decenas los casos de ejecuciones extrajudiciales. En el periodo de la Guerra Sucia (1986-1994), el cual hace referencia a la masacre de militantes de izquierda, entre ellos los del partido de la Unión Patriótica. En dicha masacre, los miles de militantes de izquierda fueron asesinados por una alianza entre narcotraficantes, paramilitares y miembros de la Fuerza Pública de Colombia.
Uno de los casos que tuvo una sentencia se refiere al asesinato del profesor y sindicalista Santos Mendivelso Coconubo, ocurrido en abril de 1991 en Turmequé (Boyacá), acusado de ser guerrillero del ELN y asesinado por policías del F2. Durante años su familia sufrió persecución e intimidación y pasaron casi 30 años para que hubiera justicia.
Otro caso fue la tortura y ejecución de los ancianos Ana Francisca Rodríguez de Castro y Ernesto Castros Chaparro en Rionegro (Santander) en 1985.

### Periodo 2002-2010
El 7 de enero de 2009, un documento desclasificado de la CIA, publicado por el National Security Archive, reveló que los nexos entre las Fuerzas Militares y los grupos paramilitares eran conocidos por el gobierno de Estados Unidos desde el año 1994 y que los falsos positivos eran una práctica usual dentro del Ejército Nacional. Las guerrillas en múltiples comunicados denunciaron esta práctica del ejército, integrantes de estas también participaron en casos de falsos positivos como lo fue el exguerrillero 'El Zarco'.
En 2007 salió a la luz pública los hechos ocurridos en San José de Apartadó, vereda del municipio de Apartadó (Antioquia), en los cuales, en el transcurso de una masacre, fueron asesinados entre varios civiles, tres niños que fueron degollados y descuartizados en una operación conjunta entre los paramilitares y el Ejército Nacional en febrero de 2005, en represalia por la muerte de un oficial y 18 soldados que fueron asesinados en un cerco tendido por las FARC-EP en el municipio de Mutatá (Antioquia). Posterior al hecho, se llevó a cabo una campaña de encubrimiento en la cual se culpaba a las FARC-EP de la masacre a través de testimonios falsos que fueron emitidos por los medios de comunicación y el mismo comandante del Ejército Nacional Carlos Alberto Ospina negó la participación del ejército en lo ocurrido. A pesar de ello, a finales de 2007, basados en el testimonio de paramilitares involucrados en el hecho, fue capturado el entonces comandante de la operación, el capitán del Ejército Nacional Armando Gordillo, quien confesó el hecho y se acogió a sentencia anticipada. Por el mismo hecho fueron juzgados otros 10 militares.
En los últimos meses de 2008 se conoció sobre la aparición de los cadáveres de 19 jóvenes que habían desaparecido en el municipio de Soacha, vecino a Bogotá y de la localidad de Ciudad Bolívar al sur-occidente de la ciudad y que aparecían como bajas del Ejército Nacional en Norte de Santander, cuando se hizo de dominio público, denunciado por Luis Fernando Escobar Franco, que en ese entonces era el personero de Soacha. Desde entonces han aparecido otros casos en Antioquia, Boyacá, Huila, Valle del Cauca y Sucre.
La desaparición en 2008 de 19 jóvenes en el municipio de Soacha y la localidad de Ciudad Bolívar, al sur-occidente de Bogotá, desató el escándalo. Siendo locaciones casi marginales, estos dos sectores fueron el objetivo para que militares engañaran a varios jóvenes con promesas de trabajo y, una vez engañados, los jóvenes eran trasladados argumentando que trabajarían en fincas principalmente, para luego ser vestidos con uniformes camuflados nuevos o que tenían escaso tiempo de uso y, posteriormente, asesinados. Los 19 jóvenes aparecieron asesinados en Ocaña (Norte de Santander) y fueron presentados por el Ejército Nacional como guerrilleros muertos en combate. Algunos de ellos habían muerto 24 horas después de su desaparición y otros dos o tres días más tarde.
Así, la entonces secretaria de gobierno de Bogotá, Clara López Obregón, dijo que este caso podría tratarse de «una desaparición forzada con fines de homicidio» y que no era lógico que los jóvenes se convirtieran en combatientes un día después de haber sido reclutados. El general Conrado, comandante de la Brigada 30 del Ejército Nacional, negó tal posibilidad y dijo que se trataba de personas que habían sido reclutadas por la guerrilla y se habían enfrentado al Ejército Nacional.
El entonces senador Gustavo Petro realizó denuncias en las cuales afirmó que los falsos positivos eran responsabilidad del gobierno, ya que fue el mismo gobierno, a través de su ministro de Defensa Camilo Ospina Bernal, quien firmó la Directiva Ministerial 029 de 2005, que consistía en ofrecer 3 800 000 pesos (aproximadamente $1900 dólares) por cada guerrillero o paramilitar muerto, lo que colocó un incentivo para asesinar indiscriminadamente y que, muchas veces, los militares y paramilitares, en operaciones conjuntas, asesinaran civiles.
Por dicha denuncia han sido destituidos varios oficiales y suboficiales del Ejército Nacional y el comandante de esa rama de las Fuerzas Militares, el general Mario Montoya, renunció a su cargo y fue nombrado por el presidente Embajador en República Dominicana. Dichas revelaciones han puesto en tela de juicio, según los críticos del expresidente Álvaro Uribe Vélez, algunos procedimientos de la llamada Política de Seguridad Democrática emprendida durante su gobierno.
En 2008 un pelotón de 27 soldados profesionales de la contraguerrilla Atila 1, pertenecientes al Batallón de Infantería mecanizado número 6 Cartagena, con sede en Riohacha (La Guajira) fue destituido por no realizar una ejecución extrajudicial.
Aunque no se tiene un número confirmado de víctimas mortales, a octubre de 2009 la Fiscalía General de la Nación tenía bajo investigación 946 casos relacionados con posibles "falsos positivos" y la Procuraduría 1043 casos. Para abril de 2015, la Fiscalía adelantaba 3430 investigaciones por estos hechos. Sin embargo, a pesar de todo el escándalo provocado, en febrero de 2010 por lo menos 40 de los militares involucrados en estos homicidios habían sido liberados por vencimientos de términos. Sin embargo, la cifra puede ascender hasta 10 000 personas que fueron muertas por el Ejército Nacional de Colombia, tal como lo asegura el periódico Okdiario de España en su artículo El Ejército colombiano mató a 10 000 civiles para mejorar las estadísticas en la guerra contra los rebeldes en mayo de 2018.

## Denuncias de la ONU
En el informe anual de 2007 de la Oficina en Colombia del Alto Comisionado de las Naciones Unidas para los Derechos Humanos presentado en Ginebra, Suiza, en marzo de 2008 ante el Consejo de Derechos Humanos de la ONU se indicó lo siguiente:
| La oficina en Colombia continuó recibiendo quejas de ejecuciones extrajudiciales atribuidas a miembros de la Fuerza Pública. Algunas características comunes a los casos denunciados son presentar a las víctimas como muertos en combate, alterar la escena de los hechos antes del levantamiento del cadáver y en la mayoría de las ocasiones hacer que la Justicia Penal Militar asuma las investigaciones. Las investigaciones adelantadas por las autoridades sobre algunos de estos casos revelan que podrían estar motivados por la presión por resultados y el interés de algunos miembros de la Fuerza Pública de obtener a partir de dichos resultados una serie de beneficios y reconocimientos. |

El detalle de los 99 casos considerados paradigmáticos fue entregado a solicitud del Gobierno de Colombia en dos comunicaciones, una del 11 de abril y otro del 4 de mayo de 2007.
Dando seguimiento puntual y cercano a esta situación, en el informe anual de 2008 presentado en Ginebra, Suiza, en marzo de 2009 ante el Consejo de Derechos Humanos de la ONU, la misma Oficina en Colombia del Alto Comisionado de las Naciones Unidas para los Derechos Humanos subrayó:
| A los patrones (de ejecuciones extrajudiciales) descritos en informes anteriores, se suman este año nuevas modalidades de comisión de esta grave violación, que sugieren una mayor complejidad y sofisticación en su planeación y ejecución. La oficina en Colombia confirmó la existencia de redes encargadas de ofrecer a las víctimas trabajos en municipios diferentes a los de su lugar de origen, y de procurarles medios para trasladarlos hasta tales lugares, donde eran ejecutadas y presentadas como “muertos en combate”. Según varias investigaciones en curso, otros miembros de esas redes (entre los que podrían encontrarse miembros del Ejército) serían los encargados de presentar denuncias contra los muertos, como integrantes de la guerrilla o de grupos armados ilegales surgidos después del proceso de desmovilización de organizaciones paramilitares, y de elaborar informes de inteligencia o declaraciones de desmovilizados para corroborar tal vinculación. Asimismo, es reiterada la presentación de las víctimas sin identificar, como “NN”, aun cuando portaban sus documentos o se conocía su identidad. Esta práctica parecería estar dirigida a evitar la identificación de las personas reportadas como desaparecidas y a impedir las investigaciones. La ausencia de un control eficaz por los comandantes militares pudo favorecer la ocurrencia de estas graves violaciones de derechos humanos. Los incentivos económicos, días de descanso y reconocimientos otorgados sin control ni supervisión previa a quienes presentaron como resultados “muertos en combate” pudieron también alentar la repetición de esta preocupante práctica. Al mismo tiempo, la ausencia de un claro mensaje de condena al interior del Ejército pudo haber permitido la perpetuación de estas violaciones. |

A medida que se siguieron exponiendo casos de manera pública, quedaba en evidencia la escala del reto que las autoridades nacionales tenían delante, lo que fue advertido por la Oficina en Colombia del Alto Comisionado de las Naciones Unidas para los Derechos Humanos en el informe anual de 2009 presentado igualmente ante el Consejo de Derechos Humanos de la ONU, en Ginebra, Suiza, en marzo de 2010 en el que se señaló:
| El gran número de casos de presuntas ejecuciones extrajudiciales es un asunto de gran preocupación para los próximos años. A septiembre de 2009, la Unidad Nacional de Derechos Humanos y Derecho Internacional Humanitario de la Fiscalía había asumido la investigación de 1273 casos, con un total de 2077 víctimas (122 de ellas mujeres y 59 menores de edad) en 29 departamentos. Estas cifras confirman que las presuntas ejecuciones no eran hechos aislados y ponen de manifiesto la necesidad de sostener a esta Unidad de la Fiscalía con suficientes recursos humanos, técnicos y económicos, de manera que asegure su eficiente funcionamiento e impida que los casos queden impunes. |

El 27 de mayo de 2010 Philip Alston, relator especial de la ONU para las ejecuciones arbitrarias, en informe presentado tras su visita a Colombia, en junio de 2009, denunció que existe «un patrón de ejecuciones extrajudiciales» y que la impunidad abarca el 98.5 % de los casos. El informe señala en varios apartados textualmente lo siguiente:
| Mis investigaciones encontraron que miembros de las fuerzas de seguridad de Colombia perpetraron un número significativo de ejecuciones extrajudiciales en un patrón que se fue repitiendo a lo largo del país... Aunque estos asesinatos no fueron cometidos como parte de una política oficial, encontré muchas unidades militares comprometidas con los llamados «falsos positivos», en los cuales las víctimas eran asesinadas por militares, a menudo por beneficio o ganancia personal de los soldados... Generalmente las víctimas fueron atraídas bajo falsas promesas por un reclutador hasta una zona remota donde eran asesinadas por soldados, que informaban luego que había muerto en combate y manipulaban la escena del crimen. |

## Casos y eventos recientes 2010 - actualidad

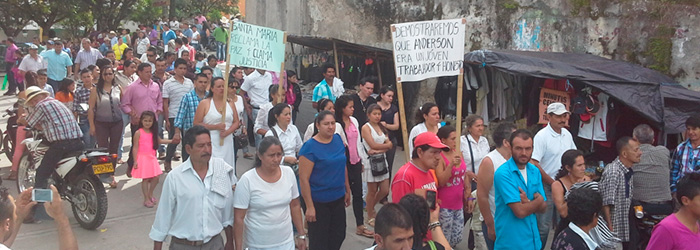
Habitantes de Santa María, Huila, salieron a marchar en contra del asesinato de Anderson Daza.

Se ha reportado varios casos recientes que concuerdan con la metodología de los falsos positivos, incluyendo el de Anderson Daza Hernández en febrero de 2015. Según se ha reportado, Daza Hernández murió al recibir disparos en una acción conjunta de Ejército Nacional, Policía Nacional y Fuerza Aérea, y fue reportado como guerrillero sin que se haya demostrado evidencia al respecto. Incluso, a la madre de Daza Hernández se le restringió acceso a reconocer el cadáver de su hijo. Este y otros casos siguen en investigación.
El 2 de septiembre de 2015, la Fiscalía ordenó la captura de otros 22 militares por casos de falsos positivos en los departamentos de Antioquia y Cesar.
En abril de 2017, un juez de Cundinamarca condenó a 21 militares que estaban involucrados en la desaparición y muerte de 5 jóvenes de Soacha, entre ellos un coronel retirado que fue condenado a 46 años de prisión; a los demás militares, sus condenas oscilaron entre los 37 y 52 años de cárcel. El mismo juez declaró estos crímenes relacionados con los falsos positivos como delitos de lesa humanidad, al encontrar que fue un ataque generalizado y sistemático en contra de la población civil, población que además era vulnerable y que de alguna manera era considerada de poca importancia para los victimarios.
En octubre de 2019 jóvenes realizaron un mural de protesta por los falsos positivos en la calle 80 con carrera 30, en el norte de Bogotá, con la frase ¿Quién dio la orden? y los rostros de cinco militares Mario Montoya(excomandante general del Ejército Nacional, coronel (r) Juan Carlos Barrera, generales Adolfo León Hernández, Marcos Evangelista Pinto Lizarazo, y Nicacio de Jesús Martínez) implicados en investigaciones sobre falsos positivos y en el que se agregaba que entre el 2000 y el 2010 se registraron 5763 falsos positivos en el país. Este mural fue tapado por miembros del Ejército nacional lo cual fue denunciado por redes sociales y el excomandante del Ejército Nacional Mario Montoya y el general Marcos Evangelista Pinto Lizarazo, comandante de la Brigada 13 de Bogotá, pusieron una tutela a la ONG Movimiento Nacional de Víctimas de Crímenes de Estado (Movice), a lo cual esta respondió: “Es importante resaltar que la imagen no está señalando la responsabilidad penal de nadie, ni tampoco se está indicando información que se debería mantener en reserva”.
En diciembre de 2019, fue encontrado un cementerio en Dabeiba (Antioquia) donde se encontraron según la Jurisdicción Especial de Paz (JEP) más de 50 cuerpos de casos asociados a los falsos positivos. La procuraduría pidió a la JEP llamar a versión a Comandantes militares por las fosas comunes encontradas.
En octubre de 2022, fue emitida la primera sentencia por la Jurisdicción Especial de Paz (JEP), sobre falsos positivos en la Región del Catatumbo (Norte de Santander). 11 militares condenados. Además otros militares admitieron responsabilidad por 296 casos de falsos positivos en Casanare ante la JEP.
En noviembre del 2024, el presidente de la Jurisdicción Especial de Paz (JEP), Alejandro Ramelli, divulgó por primera vez los nombres de 1.934 víctimas de ejecuciones extrajudiciales por parte de las Fuerzas Armadas en un acto de homenaje a las familias de estos crímenes: "Hoy, todos y todas, leeremos los nombres de las 1.934 víctimas, este listado es el resultado de un arduo trabajo de alta contrastación judicial, recordaremos la memoria de las demás víctimas a medida que avancen las labores de contrastación".

## Implicados
Estos son algunos de los funcionarios en ejercicio del Gobierno, durante el destape del escándalo por "falsos positivos". Cabe aclarar que muchos de ellos, como el mismo presidente del momento, Álvaro Uribe, o su ministro Juan Manuel Santos, no han sido investigados formalmente ni procesados por falsos positivos, sus nombres no se han vinculado a dichos procesos.

### Expresidente de la República
- Álvaro Uribe Vélez

### Ministros de Defensa
- Camilo Ospina
- Juan Manuel Santos

### Miembros de las Fuerzas Públicas

#### Generales
- General Rodolfo Palomino, excomandante de la Policía Nacional
- General Mario Montoya Uribe, comandante del Ejército Nacional
- Leonardo Gómez Vergara, el excomandante de Tercera Brigada del Ejército Nacional
- Hernando Pérez Molina y Justo Eliseo Peña, excomandantes de la Tercera División del Ejército Nacional
- Emiro José Barrios, comandante del Batallón Contraguerrilla número ocho.[63]
- General Rito Alejo del Río, excomandante de la Brigada XVII del Ejército Nacional.[64]
- Nicacio Martínez Espinel, comandante del Ejército Nacional.[65]
- Marcos Evangelista Pinto Lizarazo, comandante de la Brigada 13 del Ejército Nacional
- Mayor General (R) Carlos Ovidio Saavedra Sáenz, de la Segunda División del Ejército Nacional.
- General Paulino Coronado Gámez, excomandante de la Brigada 30 del Ejército Nacional.[60]
- General Henry Torres.[66]

#### Otros rangos
- Coronel Gabriel de Jesús Rincón.[67]
- Coronel Álvaro Amórtegui Gallego.[68]
- Mayor Gustavo Soto Bracamonte.[69]
- Capitán Armando Gordillo, del Ejército Nacional, condenado en 2007.
- Teniente Juan Esteban Muñoz Montoya, del Ejército Nacional. Fue capturado en el aeropuerto El Dorado al regresar al país.[70]
- Coroneles (r) Santiago Herrera Fajardo y Rubén Darío Castro Gómez, comandantes de la Brigada Móvil 15 (BRIM15).
- Teniente coronel (r) Álvaro Diego Tamayo Hoyos, comandante del Batallón de Infantería N.º 15 'General Francisco de Paula Santander' (BISAN) de Ocaña.
- Teniente coronel (r) Gabriel de Jesús Rincón Amado, oficial de operaciones de la BRIM15.
- Teniente coronel (r) Juan Carlos Chaparro Chaparro, jefe de operaciones y comandante encargado del Batallón Francisco de Paula Santander.[60]
- Coroneles Wilson Camargo Tamayo, Henry Hernán Acosta Pardo y Marcolino Puerto Jiménez.
- Mayores Gustavo Enrique Soto Bracamonte, Jorge Edwin Gordillo Benítez y Erwin Eduardo Duarte Rojas.
- Capitanes Jaime Alberto Rivera Mahecha y César Augusto Cómbita Eslava.
- Tenientes Marco Fabián García Céspedes y Zamir Humberto Casallas Valderrama.[61]

## Falsos positivos judiciales
Una modalidad relacionada son los falsos positivos judiciales. Se les da ese nombre a denuncias y casos comprobados sobre encarcelamiento de civiles inocentes presentados como culpables o sin las pruebas requeridas para su reclusión. La ejecución de esta práctica se presenta de diversas formas y con distintas finalidades. Una de ellas es la detención arbitraria, determinada como una de las formas de violación a los derechos humanos; en mayo de 2013 se reviven denuncias por detenciones de este tipo, ligadas con casos del escándalo de los falsos positivos. Otra forma, consiste en el uso de recolección de información no veraz, fabricación de informes de inteligencia, falso testimonio y en otros casos a partir de sospechas in-fundamentadas que conllevan a detención. Las pruebas presentadas contra los judicializados, generalmente cuentan con contradicciones y en ocasiones han sido declaradas como flagrantes o determinadas en contra de derechos fundamentales y derechos humanos.
Según el informe del grupo de trabajo sobre la detención arbitraria de las Naciones Unidas, la privación arbitraria de la libertad ha sido usada en otros países como una de las prácticas más comunes para encarcelar opositores políticos, disidentes religiosos o para coartar la libertad de expresión, se ha encontrado que estos encarcelamientos se fundamentan también en el marco de la lucha contra el terrorismo.
Existen excepciones no determinadas “falsos positivos judiciales” que poseen características similares, como el caso de civiles judicializados por error debido al parecido de sus nombres con el algún jefe criminal o delincuente.

### Casos de falsos positivos judiciales
El asesinato de Gloria Lara de Echeverri en 1982, entonces directora Nacional de Acción Comunal y asuntos indígenas en 1982 fue un falso positivo judicial. A los acusados se les culpó de ser pertenecientes a un supuesto grupo guerrillero  Organización Revolucionaria del pueblo (ORP) que secuestró y asesinó a la funcionaria. Según el concejal y académico Jaime Gómez Velásquez estos falsos positivos judiciales habrían sido orquestados por inteligencia militar, con el propósito de sabotear las negociaciones de paz entre el gobierno de Belisario Betancur y el Movimiento 19 de abril (M-19) y desprestigiar al grupo guerrillero a nivel nacional, culpándolo del crimen
Los falsos positivos judiciales han sido una práctica usual dentro del Ejército Nacional, otro caso fue en 1989 cuando a Alberto Jubiz Hazbum y otras 4 personas les fueron imputados los cargos por el crimen de Luis Carlos Galán estando recluidos durante 4 años en la cárcel y liberados al comprobarse de que no estuvieron en el lugar de los hechos además de determinar que el arma hallada en el lugar del arresto no era correspondiente al arma usada en el magnicidio. Daniel Roberto afirma en una entrevista que el caso de Jubiz Hazbum se trató de un falso positivo hecho por la Policía Nacional de Colombia, debido a la exigencia del presidente de turno Virgilio Barco de dar con los autores materiales e intelectuales del magnicidio y siendo señalado el general (R) Óscar Peláez de la DIJIN como principal implicado de la captura de Jubiz Hazbum y de otros falsos positivos. Un documento desclasificado de la CIA presentado el 7 de enero de 2009 por el agente Rendón y publicado por National Security Archive, evidenció que los nexos entre fuerzas militares y grupos paramilitares eran conocidos por el gobierno de Estados Unidos desde el año 1994.
Otro caso fue el de Héctor Paul Flórez Martínez, acusado del asesinato de Álvaro Gómez Hurtado. Enrique Gómez Martínez, sobrino de Gómez Hurtado quien asumió la dirección del caso, no solo descubrió la inocencia de Flórez sino que ha asumido su defensa desde entonces. Tras pasar 14 años en prisión, Flórez obtuvo su puesta en libertad en 2014 por buena conducta, trabajo y estudio. Flórez aun reclama su inocencia y debido a su condena vive en la pobreza.
Otro reconocido caso es el de Juan Pablo Ortiz alias Bochas, acusado de asesinar a al periodista, humorista y activista Jaime Garzón. Según el Departamento Administrativo de Seguridad (DAS), Bochas sería uno de los sicarios y el cual es reconocido por María Amparo Arroyave tras aparentemente reconocerlo aun con casco y a desde un edificio no muy lejos del lugar del crimen. Sin embargo, el 21 de enero siguiente el Ministerio Público fue la primera organización judicial en cuestionar la veracidad del testimonio de Arroyave y ordenó un cuidadoso examen de sus datos, desde una inspección al lugar en donde ella dice que vio a los sicarios hasta un examen de optometría. Posteriormente, el 24 de septiembre de 2001 la Policía arresta a Edilberto Antonio Sierra en el municipio de Belén de Umbría como el otro sicario que conducía la moto en el crimen. El 3 de enero siguiente se hizo oficial el cierre de la investigación y se ignoró la petición de la parte civil de dejarla abierta para realizar pruebas sobre las hipótesis expuestas. En octubre de 2002, Reporteros Sin Fronteras y la Red Damocles, cuestionan la veracidad de Wilson Llano, quien se presenta como "informante del DAS", proporcionó fotos y datos de alias “Bochas” y “Toño” y convenció a su novia Maribel Pérez, y a su vecino, Wilson Raúl Ramírez, de hacer declaraciones en contra de los dos implicados. El 11 de marzo de 2004 el Juez VII Penal Especializado de Bogotá, Julio Roberto Ballén, absolvió a Juan Pablo Ortiz y Edilberto Antonio Sierra de la acusación de ser los sicarios que asesinaron a Jaime Garzón. La sentencia del juez abrió proceso de investigación a agentes y testigos falsos que manipularon la investigación en su primera fase. El tribunal concluyó además que Carlos Castaño fue coautor intelectual del crimen y lo condenó a 38 años de prisión y a una multa de 790 millones de pesos. En abril de ese mismo año, el jefe paramilitar murió abatido al parecer por disputas entre los mismos paramilitares y es asesinado por orden de su hermano mayor Vicente Castaño.
Entre el 7 de agosto de 2002 y el 6 de agosto de 2004 más de seis millares de personas fueron coartadas de la libertad vulnerando acuerdos y normas establecidas dentro de los derechos humanos. Muchos de los casos carecieron del debido proceso. Así, para este periodo hubo detenciones sin fundamento de prueba, detenciones masivas que desconocieron el derecho internacional en medio de operativos militares y detenciones usadas como mecanismo de persecución política.
Casos asociados a las Universidades Colombianas como el de Julián Gil, los jóvenes acusados del atentado al Centro comercial Andino, los universitarios detenidos en julio de 2015 bajo cargos de terrorismo por presuntamente haber participado en una protesta estudiantil en la Universidad Nacional, los estudiantes capturados en Lebrija, (Santander) tras un montaje de la sección de inteligencia de la policial Nacional, el proceso contra Harry Gil, el de Mateo Gutiérrez; el del profesor Miguel Ángel Beltrán; y el del sociólogo y profesor universitario Alfredo Correa de Andréis, las detenciones que a diario se producen en las zonas rurales de Casanare, Cesar y Sur de Bolívar, hablan de esta comunidad de patrones sistemáticos del terrorismo de Estado e invisibilizados desde el poder.
Así mismo, también se han presentado casos asociados con funcionarios públicos acusados y condenados sin debido proceso como fue el caso de Gustavo Sastoque Alfonso, un funcionario de la Fiscalía General de la Nación, quien fue acusado por la misma entidad y por unidades de inteligencia del Ejército Nacional de asesinar al exguerrillero Hernando Pizarro Leongomez en 1995, pasando 10 años en prisión hasta ser absuelto por la justicia al demostrarse su inocencia en 2005.

## En la cultura popular
Ver También:Anexo:Obras sobre el conflicto armado colombiano
- La mujer del presidente teleserie colombiana de 1997 escrita por Magdalena Larrota y dirigida por Mauricio Navas y Mauricio Miranda narra la historia de Carlos Alberto Buendia, quien junto a su amigo Víctor Leal son víctimas de un Falso Positivo Judicial al ser incriminados por el secuestro y asesinato de Susana de Acero y por su supuesta militancia en la guerrilla. Este último termina siendo ejecutado extrajudicialmente por guardias del INPEC quienes ponen un arma en su mano para justificar el crimen.

- Postales Colombianas, película colombiana de 2011 dirigida por Ricardo Coral narra la historia de tres mujeres académicas de clase media altas que luego se convierten en blanco de oscuros agentes del Estado que buscan dar "positivos" para obtener incentivos.
- Silencio en el Paraiso, película colombiana de 2011 dirigida por Colbert García narra la historia de Ronald, un joven entusiasta habitante de los Altos de Cazucá entre Bogotá y Soacha quien se vuelve una de las centenares de víctimas de militares que buscan con falsos positivos para obtener ascensos y recompensas.
- La pasión de Gabriel, La historia de Gabriel, un cura de un pueblo de Colombia que lucha contra la guerra y se hace blanco de los militares y la guerrilla en su intento de alejar los tentáculos de ambos de la sociedad donde es guía espiritual.
- ¡No me maten a mi niño!,  La Corporación Artística Nova Danza, compañía de danza folclórica del municipio de La Calera, creó una puesta en escena en formato audiovisual que cuenta a través de la danza folclórica, la música, el teatro y la poesía La historia de Ricardo, ejemplificando el dolor de las madres de aquellos jóvenes asesinados, el performance fue transmitido vía streaming con una gran acogida y excelente crítica.